# پیرسبزعلی
پیرسبزعلی، روستایی از توابع بخش کامفیروز شهرستان مرودشت در استان فارس ایران است.

## جمعیت
این روستا در دهستان کامفیروز شمالی قرار دارد و براساس سرشماری مرکز آمار ایران در سال ۱۳۸۵، جمعیت آن ۲۶۸ نفر (۶۴خانوار) بوده‌است.مردم این روستا به دلیل آب و هوای معتدل و مرطوب به کشت برنج و باغداری روی آورده اند.